# Fairchild C-123
Die Fairchild C-123 Provider ist ein US-amerikanisches Transportflugzeug des Herstellers Fairchild und der Nachfolger der Fairchild C-119 „Flying Boxcar“.

## Allgemeines
Sie stand ab 1955 im Dienst der amerikanischen Luftwaffe und später auch bei der amerikanischen Küstenwache. Der Flugzeugtyp war gemeinsam mit der Grumman HU-16 „Albatross“ das letzte von Sternmotoren angetriebene Flugzeug der Streitkräfte der Vereinigten Staaten. Zu Anfang der 1980er-Jahre wurde die letzte Provider außer Dienst gestellt. Ihr einziger Kriegseinsatz fand im Vietnamkrieg statt.

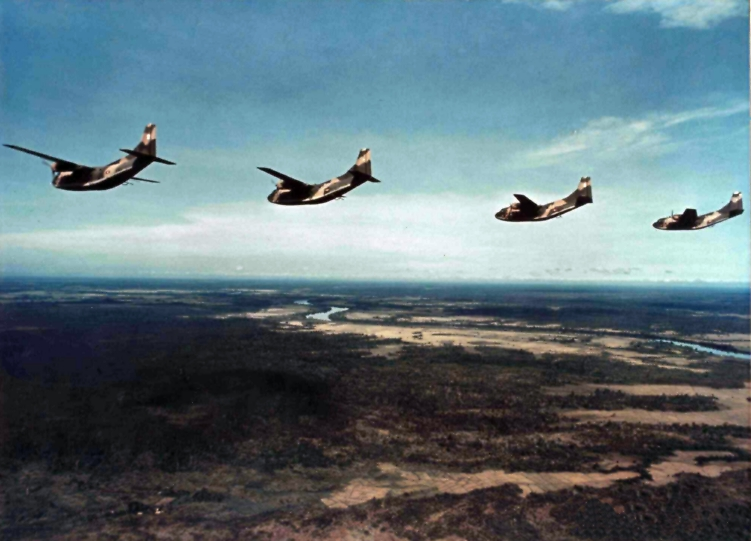
Vier für Operation Ranch Hand zu Sprühflugzeugen umgebaute UC-123B in Tarnfarben über Vietnam, 1962

Die in Vietnam, Laos und Thailand eingesetzten Provider wurden als C-123K bezeichnet. Diese Maschinen besaßen zusätzliche Düsentriebwerke, wodurch ihre Geschwindigkeit auf 500 km/h gesteigert werden konnte. Heute ist das Muster noch in vielen amerikanischen Museen zu sehen. Die C-123K ist auch aus Filmen wie Con Air, XxX, Operation Dumbo, Wehrlos – Die Tochter des Generals oder Air America bekannt.
Neben dem Lufttransport war das Versprühen von Entlaubungsmitteln wie Agent Orange im Rahmen der Operation Ranch Hand eine der Hauptaufgaben der C-123 in Vietnam. Insgesamt ca. 6.000 Einsätze wurden 1962 bis 1971 meist mit Fairchild UC-123B/K durchgeführt.
Eine wenig bekannte Rolle bei der Unterbindung von Nachschubwegen (Ho-Chi-Minh-Pfad) während des Vietnamkrieges spielte die NC-123K „Black Spot“-Version. Es wurden nur zwei Stück umgebaut, die dann zwischen 1968 und 1971 auf dem Luftwaffenstützpunkt in Nakhon Phanom bei der 606th Special Operations Squadron und der 56th Special Operations Wing im Dienst standen.

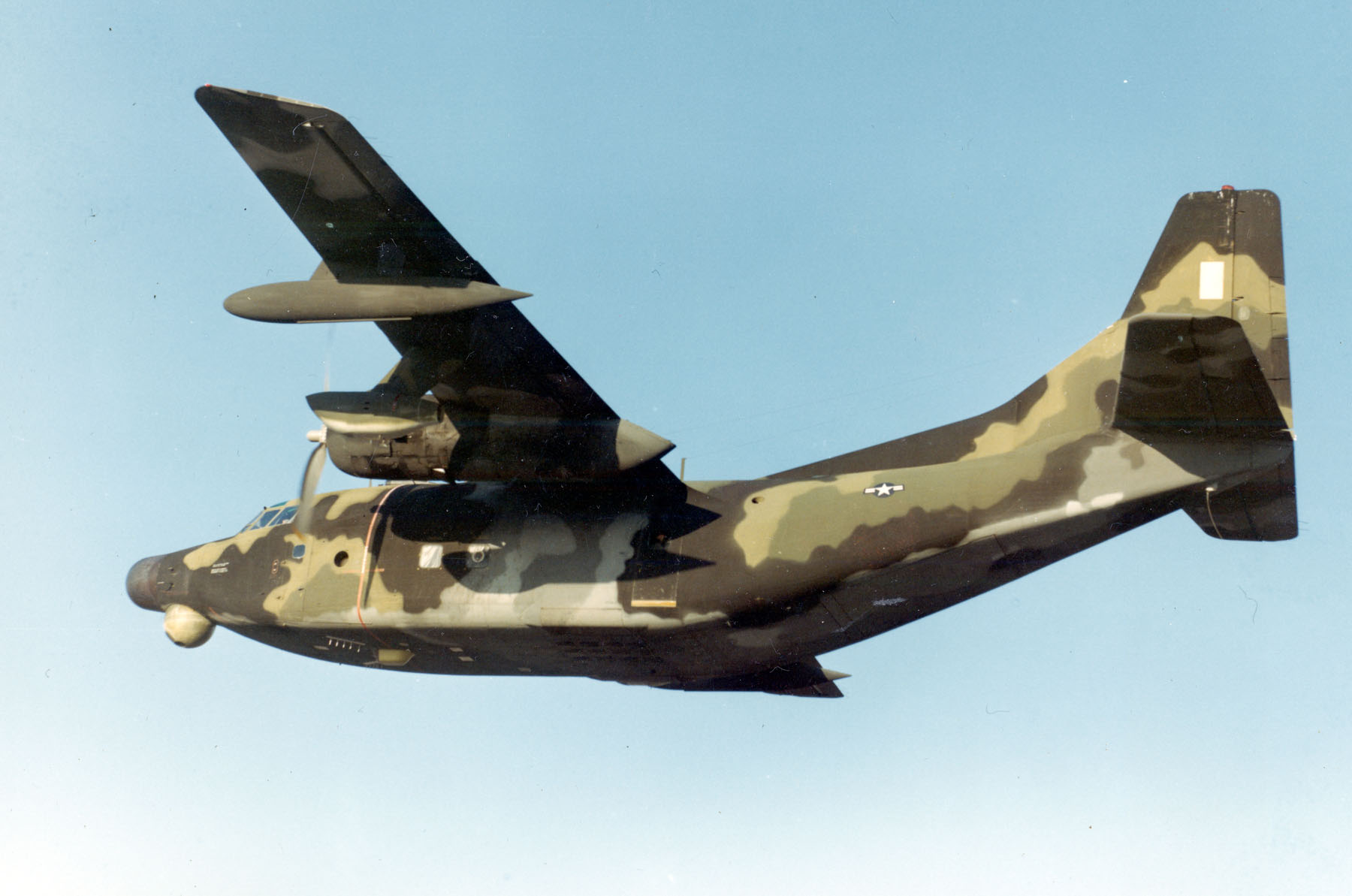
NC-123K

Die NC-123K war mit einem Sensorenpaket bestückt, das in seiner Leistungsfähigkeit mit dem der AC-130A/E vergleichbar war. Dafür wurde die Bugnase mit einem größeren Gehäuse versehen, um die Sensoren aufnehmen zu können. Das Paket enthielt ein vorwärts gerichtetes Suchradar, ein Infrarot Suchgerät, eine Tiefflugvideoanzeige und einen Laser-Abstandsmesser. Dieses Modell war auch mit einem fortgeschrittenen Navigationssystem und einem computergesteuerten Waffenabsetzsystem für Antifahrzeugs- und Antipersonenbomben ausgestattet. Obwohl beide Maschinen relativ erfolgreich waren, fehlten ihnen doch die Einsatz- und Überlebensfähigkeiten der AC-130-Varianten. Deshalb war ihre Karriere nur von kurzer Dauer. Nach einer Zwischenlagerung in den USA und dem Rückbau zu leichten Transportern wurden sie nach Thailand transferiert.
Neben dem regulären Kriegseinsatz wurde die C-123 auch im Auftrag der CIA für illegale Waffentransporte für die im Contra-Krieg in Nicaragua kämpfenden Contras eingesetzt. Dies wurde nach dem Abschuss einer C-123 über Nicaragua am 5. Oktober 1986 bekannt. Die Verhaftung des einzigen Überlebenden (Eugene Hasenfus) spielte eine wichtige Rolle in der Aufdeckung der Iran-Contra-Affäre.
Heute gibt es mindestens noch 40 flugfähige Exemplare, da die C-123 beliebt bei kleinen Transportunternehmen ist. Sogar in Warbird-Kreisen sind einige dieser Maschinen wiederzufinden.

## Versionen

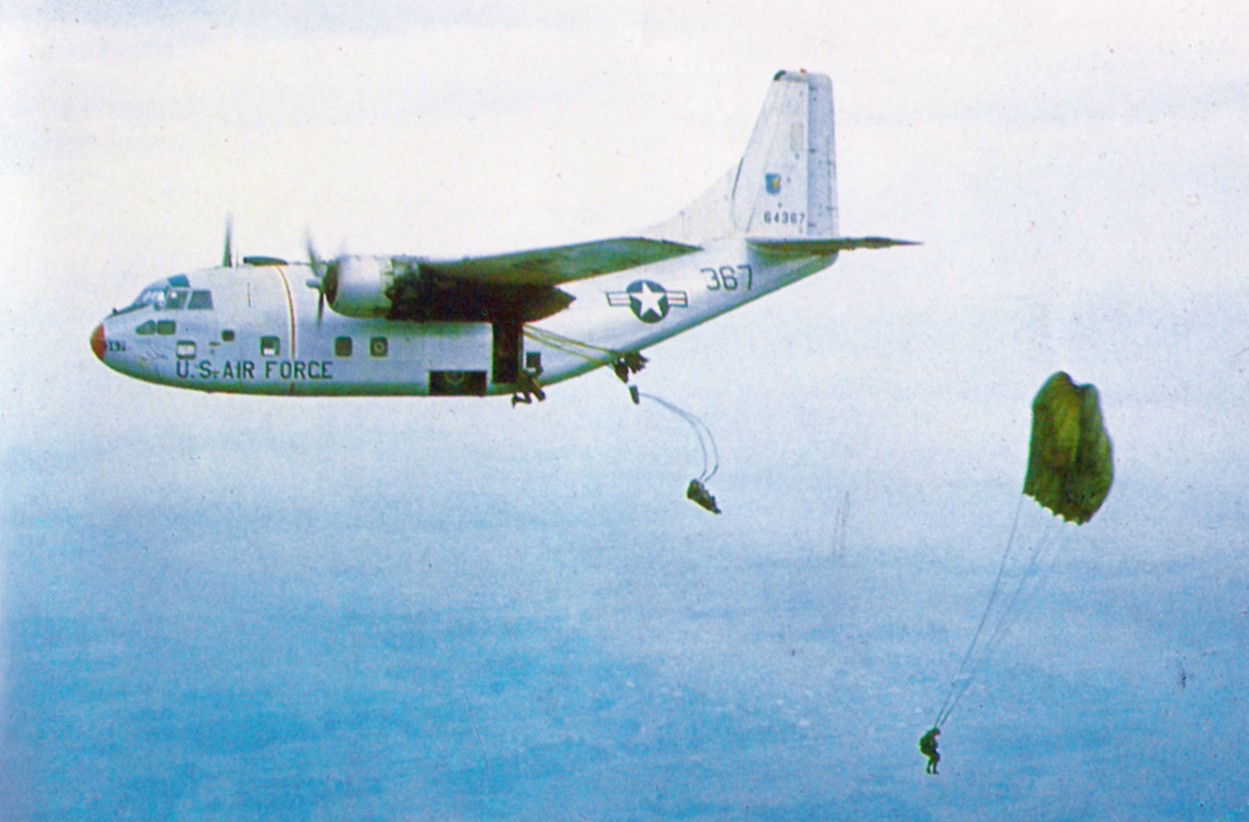
C-123B 1966 in Vietnam

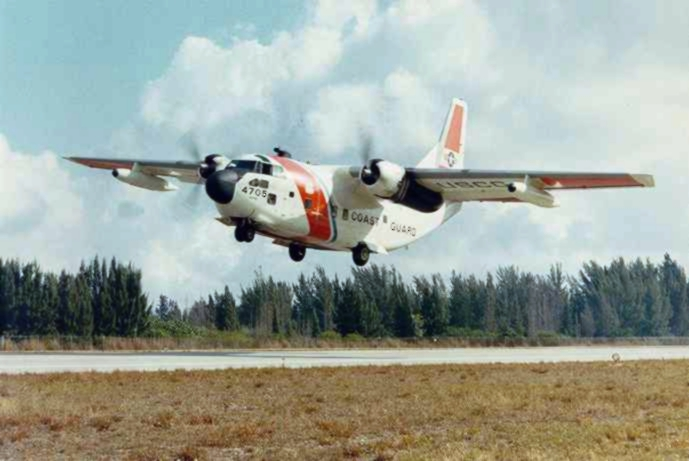
HC-123B der US Coast Guard

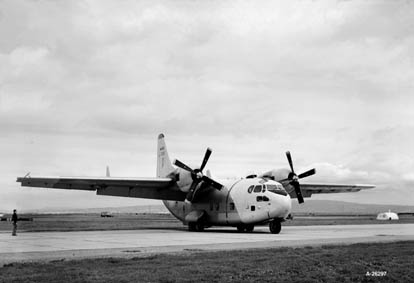
Stroukoff YC-134

XCG-20
zwei Prototypen eines Ganzmetall-Lastenseglers des Herstellers Chase Aircraft (später als XG-20 bezeichnet).
XC-123
Ausrüstung einer XG-20 mit zwei 2.200 PS Pratt & Whitney R-2800-23-Sternmotoren.
XC-123A
Ausrüstung einer XG-20 mit je zwei General Electric J47-GE-11-Strahltriebwerken unter den Tragflächen.
C-123B
Serienversion der XC-123 mit zwei 2.300 PS R-2800-99W Motoren. Das Flugzeug konnte 61 voll ausgerüstete Soldaten oder 50 Tragen aufnehmen. Fünf Flugzeuge wurden von Chase gebaut, 302 von Fairchild Aircraft.
HC-123B
acht zu Search-and-Rescue-Flugzeugen umgebaute C-123B für die United States Coast Guard.
UC-123B
zu Sprühflugzeugen umgebaute C-123B.
VC-123C
VIP-Transporter auf Basis der XC-123A, wurde nicht gebaut.
YC-123D
neue Bezeichnung für die von der Stroukoff Aircraft Corporation umgebaute XC-123A mit einem System zur Grenzschichtbeeinflussung für bessere Kurzstarteigenschaften. Hierbei wurde Luft unter hohem Druck über die Oberseite der Tragflächen und die Steuerflächen geblasen. Die vier Strahltriebwerke wurden durch zwei Pratt & Whitney R-2800 Motoren ersetzt und das Seitenleitwerk wieder auf den Stand der frühen von Chase gebauten C-123B zurückgebaut.
YC-123E
eine von der Stroukoff Aircraft Corporation umgebaute C-123B mit modifizierten „Pantobase“-Rumpfboden, modifizierten Tragflächen und Leitwerk, um das Flugzeug auch von Sand, Wasser, Schnee und Eis aus einsetzen zu können.
YC-123H
Prototyp mit verbreitertem Fahrwerk und zwei zusätzlichen General Electric J85-Triebwerken unter den Außenflügeln.
C-123J
10 Maschinen mit je einem Fairchild J44-R-3-Strahltriebwerk an den Tragflächenenden.
C-123K
C-123B mit größeren Reifen und zwei zusätzlichen General Electric J85-Triebwerken unter den Außenflügeln, 183 wurden umgebaut.
NC-123K
zwei mit Nachtsichtgeräten umgebaute C-123K.
UC-123K
34 zu Entlaubungsflugzeugen („Ranch Hand“) umgebaute C-123K.
VC-123K
eine zum VIP-Transporter für General William Westmoreland umgebaute C-123K.
C-123T
eine 1980 von Mancro Aircraft Company mit Allison T56-A-7-Propellerturbinen ausgerüstete C-123B der thailändischen Streitkräfte. Die Maschine war mit Treibstofftanks in den Tragflächen und einer Stromversorgungseinheit (APU) ausgerüstet, welche die Steuerung unterstützte und die Heizung für den Laderaum gewährleistete. Finanzierungsprobleme zwangen die thailändische Regierung 1981, das Programm einzustellen.
Stroukoff YC-134
eine 1956 von der Stroukoff Aircraft Corporation umgebaute C-123B mit Grenzschichtausblasung, 3.500 PS (2.600 kW) Wright R-3350-89-Sternmotoren, verändertem Leitwerk und Fahrwerk (später als YC-134A bezeichnet). Eine Weiterentwicklung wurde zugunsten der Lockheed C-130 aufgegeben.

## Produktion
Im Rahmen des Mutual Defense Aid Program (MDAP) wurden 18 C-123B gebaut. Die XC-123 und 1 C-123B wurden von Chase, die XC-123D von Stroukoff produziert.
Abnahme der C-123 durch die USAF:
| Version     | 1951 | 1952 | 1953 | 1954 | 1955 | 1956 | 1957 | 1958 | SUMME |
| ----------- | ---- | ---- | ---- | ---- | ---- | ---- | ---- | ---- | ----- |
| XC-123      | 1    |      |      |      |      |      |      |      | 1     |
| C-123B      |      |      |      | 2    | 65   | 120  | 84   | 13   | 284   |
| C-123B MDAP |      |      |      |      |      |      |      | 18   | 18    |
| XC-123D     |      |      |      |      |      |      | 1    |      | 1     |
| YC-123H     |      |      |      |      | 1    |      |      |      | 1     |
| SUMME       | 1    | 0    | 0    | 2    | 66   | 120  | 85   | 31   | 305   |

Umbauten der C-123:
| Version | 1966 | 1967 | 1968 | 1969 | SUMME | Bemerkung                     |
| ------- | ---- | ---- | ---- | ---- | ----- | ----------------------------- |
| UC-123B | 15   | 23   | 6    |      | 44    | aus C-123B                    |
| C-123K  |      | 104  | 39   | 18   | 161   | aus C-123B                    |
| VC-123K |      |      |      | 1    | 1     | aus VC-123B                   |
| UC-123K |      |      | 32   | 13   | 45    | 29 aus C-123K, 16 aus UC-123B |
| SUMME   | 15   | 127  | 77   | 32   | 251   |                               |

Weiterhin wurden 10 C-123B in C-123J im Zeitraum 1. Juli 1957 bis 30. Juni 1958 und eine YC-123E aus einer C-123B im Zeitraum 1. Juli 1955 bis 30. Juni 1956 umgebaut.

## Militärische Nutzer
Brasilien
 El Salvador
 Kambodscha
 Laos
 Philippinen
 Südvietnam
 Saudi-Arabien
 Südkorea
 Taiwan
 Thailand
 Venezuela
 Vereinigte Staaten
- US Air Force
- US Coast Guard

## Fairchild NC-123K Black Spot
- Typ: mehrsitziger Nacht-Nachschubunterbrecher
- Antrieb:
  - zwei Pratt & Whitney R-2800-99W-Sternmotoren mit je 1.864 kW
  - zwei General Electric J85-GE-17-Turbojets mit je 1.293 kg Schub
- Flugleistung: Höchstgeschwindigkeit 367 km/h; Reichweite 1.665 km
- Abmessungen: Spannweite 33,53 m; Länge 23,24 m
- Masse: leer: n. b.; max. Startmasse: 27.216 kg
- Benutzer: USA

## Bewaffnung NC-123K
An zwei Außenlaststationen mit ADU-253 bzw. 272/B können Waffen mitgeführt werden.
- Ungelenkte Bomben
  - 2 × CBU-2/A (Streubombe mit 360 × BLU-3/B „Pineapple“-Bomblets)
  - 2 × CBU-24/B (Streubombe in SUU-30B/B-Bombenhülle mit 665 Bomblets BLU-26/B)
  - 2 × CBU-68/B (Streubombe in SUU-30B/B-Bombenhülle mit Bomblets BLU-48/B)

## Zwischenfälle
Vom Erstflug 1949 bis Februar 2019 kam es mit Fairchild C-123 Provider zu 92 bekannt gewordenen  Totalschäden. Bei 51 davon kamen 699 Menschen ums Leben. Beispiel:
- Am 11. Dezember 1965 wurde eine Fairchild C-123B-18-FA Provider der United States Air Force (USAF) (Luftfahrzeugkennzeichen 56-4376) 32 Kilometer westlich des Militärflugplatzes Tuy Hoa (Südvietnam) bei niedriger Bewölkung gegen eine Hügelkette geflogen. Dabei berührte sie Bäume, geriet ins Trudeln und stürzte 300 Meter tiefer zu Boden. Bei diesem CFIT (Controlled flight into terrain) wurden alle 85 Insassen getötet, vier Besatzungsmitglieder und 81 Passagiere an Bord der für 60 Passagiere zugelassenen Maschine. Es war der Unfall einer C-123 Provider mit den meisten Todesopfern.[6]

## Technische Daten
| Besatzung  | 3                                                                |
| Passagiere | bis zu 62                                                        |
| Spannweite | 33,54 m                                                          |
| Länge      | 30,65 m                                                          |
| Höhe       | 10,94 m                                                          |
| Leistung   | zwei Pratt & Whitney-Sternmotoren mit je 2.400 PS (ca. 1.770 kW) |